# Woonton (Laysters)
Woonton – przysiółek w Anglii, w Herefordshire, w dystrykcie (unitary authority) Herefordshire. Leży 22,4 km od miasta Hereford i 195,2 km od Londynu. Woonton jest wspomniana w Domesday Book (1086) jako Wenetone.